# Лужки (Білогірський район)
Лужки́ (до 1945 — Джага́-Кипча́к, крим. Cağa Qıpçaq та Шіба́н, крим. Şiban) — село Білогірського району Автономної Республіки Крим.
Входить до складу Якимівської сільської ради.
Відстань від райцентру до населеного пункта становить 58 кілометрів по прямій.